# Královice
Královice – część Pragi. W 2006 zamieszkiwało ją 315 mieszkańców.